# شاوارش هوهانیسیان
شاوارش آرامی هوهانیسیان (ارمنی: Շավարշ Արամի Հովհաննիսյան Հովհաննես Շավար؛ زاده ۱ فوریهٔ ۱۹۰۸ - درگذشته ۱۷ ژوئن ۱۹۸۰) نقاش اهل ارمنستان بود.

## زندگی‌نامه
وی در ۱ فوریهٔ ۱۹۰۸ در آلکساندراپول در به دنیا آمد و از انستیتو دولتی هنری و نمایشی ایروان (۱۹۲۸) فارغ‌التحصیل گشت. وی همچنین برنده جوایزی همچون نقاش شایسته ارمنستان شوروی (۱۹۶۱) شد. وی در ۱۷ ژوئن ۱۹۸۰ در سن ۷۲ سالگی در ایروان درگذشت.